# Gare de Montmédy
Gare de Montmédy vasútállomás Franciaországban, Montmédy településen.

## Vasútvonalak
Az állomást az alábbi vasútvonalak érintik:
- Mohon–Thionville-vasútvonal

## Kapcsolódó állomások
A vasútállomáshoz az alábbi állomások vannak a legközelebb:
- Gare de Longuyon
- Gare de Carignan